# Missing: Sarajin yeoja
Missing: Sarajin yeoja (미씽: 사라진 여자?), noto anche con il titolo internazionale Missing, è un film del 2016 diretto da Lee Eon-hee.

## Trama
Lee Ji-sun, divorziata e con una bambina di un anno, Da-eun, si ritrova a dover assumere una tata per quest'ultima, la giovane cinese Han-mae. Un giorno la donna scompare, rapendo la bambina ma non chiedendo alcun riscatto: mentre cerca di ritrovare la figlia, Ji-sun scopre i segreti del doloroso passato di Han-mae, che sceglie infine il suicidio; Ji-sun riesce invece a riabbracciare Da-eun.